# Cacín
Cacín ist eine Gemeinde in der Provinz Granada im Südosten Spaniens mit 537 Einwohnern (Stand: 2024). Die Gemeinde liegt in der Comarca Alhama. 

## Geografie
Die Gemeinde grenzt an Agrón, Alhama de Granada, Arenas del Rey, Chimeneas, Moraleda de Zafayona und Ventas de Huelma.

## Geschichte
Der Name der Gemeinde leitet sich von dem Familiennamen Abul Casim ab. Der Ort befand sich an der ehemaligen Straßen der großen Gutshöfe zwischen Granada und Alhama de Granada. Die Gemeinde war schwer betroffen von dem Erdbeben von Andalusien 1884.